# 1336년

## 연호
- 원(元) 지원(至元) 2년
- 일본(日本) 남조(南朝) 겐무(建武) 3년 / 엔겐(延元) 원년
- 일본(日本) 북조(北朝) 겐무(建武) 3년
- 쩐 왕조(陳朝) 카이흐우(開佑) 8년

## 기년
- 원(元) 혜종(惠宗) 4년
- 고려(高麗) 충숙왕(忠肅王) 복위 5년
- 쩐 왕조(陳朝) 헌종(憲宗) 8년

## 사건
- 일본에서 무로마치 시대가 시작되다.

## 탄생
- 4월 9일 - 중앙아시아의 군사지도자 티무르.